# Warriors of the World
Warriors of the World – album studyjny grupy Manowar wydany w 2002. Oprócz standardowych utworów na płycie znalazły się dwa covery. Pierwszym jest "Nessun Dorma", które oryginalnie zawierało się w operze Giacomo Pucciniego Turandot. Drugim coverem jest "An American Trilogy", będący dziełem Elvisa Presleya. Album był promowany przez teledysk do "Warriors Of The World United".

## Lista utworów
1. "Call To Arms" - 5:29
2. "The Fight For Freedom" - 4:24
3. "Nessun Dorma" - 3:26
4. "Valhalla" - 0:34
5. "Swords In The Wind" - 5:13
6. "An American Trilogy" - 4:16
7. "The March" - 3:58
8. "Warriors Of The World United" - 5:48
9. "Hand Of Doom" - 5:44
10. "House Of Death" - 4:21
11. "Fight Until We Die" - 4:00

## Twórcy
- Eric Adams – śpiew
- Joey DeMaio – gitara basowa i keyboard
- Karl Logan – gitary i keyboard
- Scott Columbus – perkusja